# Любек, Матия
Матия Любек (хорв. Matija Ljubek; род. 22 ноября 1953, Белишце, СР Хорватия, СФРЮ — 11 октября 2000, Валпово, Хорватия) — хорватский гребец на каноэ. 

## Биография
Принимал участие в 4-х подряд летних Олимпийских играх, где выиграл 2 золота (К-1 1000 м, Монреаль, 1976; К-2 500 м, Лос-Анджелес, 1984), 1 серебро (К-2 1000 м, Лос-Анджелес, 1984) и 1 бронзу (Монреаль 1976 в одиночном спринте-каноэ на дистанции 1 500 м). На Летних Олимпийских играх 1980 и 1988 годов был знаменосцем национальной делегации.
Матия участвовал во многих чемпионатах мира по гребле на байдарках и каноэ, где также добился высоких результатов. Он выиграл  в общей сложности 10 медалей: четыре золота (К-1 1000 м: 1978, К-2 500 м: 1982, 1983, К-2 10 000 м: 1985), три серебра (К-1 10000 м: 1981, К-2 1000 м: 1982, 1985), и три бронзы (К-1 10 000 м: 1975, 1978, К-2 1000 м: 1983).
В 1976 году он был удостоен высокой награды — золотого знака лучшего спортсмена Югославии. После завершения своей спортивной карьеры, Любек стал вице-президентом Олимпийского комитета Хорватии.
11 октября 2000 года, через шесть дней после возвращения с летних Олимпийских игр 2000 года, Матия Любек был застрелен в Валпово. Убийцей оказался его зять Марко Варзич, майор запаса хорватской армии, который пытался убить и мать Матии. Позже выяснилось, что Варзич застрелил в тот же вечер другого военнослужащего, Анте Бунгича, и ранил его жену Катицу. Причиной убийства Любека стал спор из-за наследства. 30 марта 2001 года Варзич был признан виновным по обвинению в предумышленном убийстве и приговорён к 30 годам лишения свободы.